# Marisa Brida
Marisa Andrea Brida (Rosario, 20 de julio de 1961) es una psicóloga y exjugadora argentina de hockey sobre césped que se desempeñaba como guardameta. Fue internacional con las Leonas en 1983.

## Biografía
Desarrolló toda su carrera en el Old Resian Club de Rosario y es

## Selección nacional
Jugó siete partidos internacionales, siendo la guardameta titular de las Leonas.

### Participaciones en Copas del Mundo
Disputó la Copa del Mundo de Kuala Lumpur 1983, siendo una de las cinco jugadores que nunca habían integrado el seleccionado.
| Mundial                                                    | Sede    | Resultado | PJ |
| ---------------------------------------------------------- | ------- | --------- | -- |
| Campeonato Mundial de Hockey sobre Césped Femenino de 1983 | Malasia | 9° Puesto | 7  |

## Palmarés
- Campeona del Torneo del Litoral de 1977, 1979, 1980, 1981, 1983 y 1984.[3]